# Grünflächenamt
Grünflächenamt ist in Deutschland eine kommunale Behörde, die für die Pflege der kommunalen Grünflächen zuständig ist. Sie betreiben Liegenschaftsmanagement außerhalb von Gebäuden.

## Zuständigkeit
Die Zuständigkeit der Grünflächerämter richtet sich nach den örtlichen Bestimmungen. Dazu können gehören die Pflege und Bewirtschaftung von Parks, Grünanlagen, Spielplätzen, Sportanlagen, Wäldern und Friedhöfen.

## Organisation
Grünflächenämter können auch weitere Aufgaben übernehmen, was sich mitunter in ihren Namen niederschlägt. So bestehen in Berlin „Straßen- und Grünflächerämter“. In einer Stadt kann es mehrere entsprechende Ämter geben, z. B. in Berlin je ein Amt auf Bezirksebene. Die Pflege von Grünanlagen muss nicht in die Hände einer Behörde gelegt werden. Einige Gemeinden haben ihre Aufgaben Eigenbetrieben (kommunales Unternehmen) übertragen.